# Roger Pirotte
Roger Pirotte (31 de março de 1910 — data de morte desconhecida) foi um ciclista belga. Competiu como representante de seu país nos Jogos Olímpicos de Verão de 1936, onde terminou em quinto lugar na prova tandem.